# Tour de França de 1989
El Tour de França de 1989 començava a Luxemburg tenint com a principal favorit el darrer guanyador del Tour, l'espanyol Pedro Delgado. El dia del pròleg; però, Delgado es va perdre mentre escalfava i va prendre la sortida més de dos minuts tard, motiu pel qual va arribar l'avantpenúltim de la classificació, a més de dos minuts i mig del guanyador, Erik Breukink. L'endemà, una nefasta contrarellotge per equips el relegaria a més de deu minuts del mallot groc.
Començaria aleshores una remuntada del ciclista segovià, que acabaria portant-lo al tercer lloc de la classificació general, només superat pels ja guanyadors del Tour Greg Lemond i Laurent Fignon.
L'organització del Tour, seguint el model del Giro d'Itàlia va canviar el format de l'última etapa, programant un contrarellotge curta pels carrers de París. Fignon arribava a aquesta etapa amb poc menys d'un minut d'avantatge. A la sortida però, Greg Lemond sorprenia tothom usant un manillar de triatleta i va guanyar l'etapa i el tour per la diferència de temps més petita fins aleshores, 8 segons. Delgado acabaria tercer, després d'una gran remontada en la que s'ha considerat una de les millors edicions de la prova ciclista, també recordada per ser la primera on Miguel Induráin va aconseguir el seu primer triomf d'etapa.

## Classificacions

### Classificació general
| Classificació General                   | Classificació General | Classificació General | Classificació General |
| Pos.                                    | Nom                   | País                  | Temps                 |
| --------------------------------------- | --------------------- | --------------------- | --------------------- |
| 1                                       | Greg LeMond           | Estats Units          | 87h 38' 15"           |
| 2                                       | Laurent Fignon        | França                | 08"                   |
| 3                                       | Pedro Delgado         | Espanya               | 3' 34"                |
| 4                                       | Gert-Jan Theunisse    | Països Baixos         | 7' 30"                |
| 5                                       | Marino Lejarreta      | Espanya               | 9' 39"                |
| 6                                       | Charly Mottet         | França                | 10' 06"               |
| 7                                       | Steven Rooks          | Països Baixos         | 11' 10"               |
| 8                                       | Raul Alcala           | Mèxic                 | 14' 21"               |
| 9                                       | Seán Kelly            | Irlanda               | 18' 25"               |
| 10                                      | Robert Millar         | Regne Unit            | 18' 46"               |
| 198 participants, 138 acabaren la cursa |                       |                       |                       |

| Classificació final (11–138) | Classificació final (11–138) | Classificació final (11–138) | Classificació final (11–138) |
| ---------------------------- | ---------------------------- | ---------------------------- | ---------------------------- |
| 11                           | Gianni Bugno                 | Itàlia                       | 24' 12"                      |
| 12                           | Éric Caritoux                | França                       | 28' 14"                      |
| 13                           | Pascal Simon                 | França                       | 28' 28"                      |
| 14                           | Bruno Cornillet              | França                       | 28' 31"                      |
| 15                           | Steve Bauer                  | Canadà                       | 31' 16"                      |
| 16                           | Álvaro Pino                  | Espanya                      | 31' 17"                      |
| 17                           | Miguel Indurain              | Espanya                      | 31' 21"                      |
| 18                           | Jérôme Simon                 | França                       | 34' 10"                      |
| 19                           | Luis Herrera                 | Colòmbia                     | 36' 15"                      |
| 20                           | Alberto Camargo              | Colòmbia                     | 37' 13"                      |
| 21                           | Beat Breu                    | Suïssa                       | 38' 35"                      |
| 22                           | Andrew Hampsten              | Estats Units                 | 41' 41"                      |
| 23                           | Pascal Richard               | Suïssa                       | 42' 07"                      |
| 24                           | Fabrice Philipot             | França                       | 44' 43"                      |
| 25                           | William Palacio              | Colòmbia                     | 45' 42"                      |
| 26                           | Anselmo Fuerte               | Espanya                      | 48' 39"                      |
| 27                           | Luc Roosen                   | Bèlgica                      | 51' 28"                      |
| 28                           | Abelardo Rondón              | Colòmbia                     | 53' 17"                      |
| 29                           | Jorg Muller                  | Suïssa                       | 55' 00"                      |
| 30                           | Dominique Arnaud             | França                       | 55' 23"                      |
| 31                           | Laurent Biondi               | França                       | 1h 00' 41"                   |
| 32                           | Martial Gayant               | França                       | 1h 02' 33"                   |
| 33                           | Jesús Rodríguez Magro        | Espanya                      | 1h 02' 41"                   |
| 34                           | Marc Madiot                  | França                       | 1h 02' 46"                   |
| 35                           | Gérard Rué                   | França                       | 1h 03' 33"                   |
| 36                           | Claude Criquielion           | Bèlgica                      | 1h 04' 07"                   |
| 37                           | Frédéric Vichot              | França                       | 1h 09' 25"                   |
| 38                           | Phil Anderson                | Austràlia                    | 1h 11' 38"                   |
| 39                           | Maarten Ducrot               | Països Baixos                | 1h 14' 47"                   |
| 40                           | Primoz Cerin                 | RF Iugoslàvia                | 1h 16' 36"                   |
| 41                           | Jesper Skibby                | Dinamarca                    | 1h 18' 00"                   |
| 42                           | Helmut Wechselberger         | Àustria                      | 1h 21' 11"                   |
| 43                           | Laurent Bezault              | França                       | 1h 22' 09"                   |
| 44                           | Martin Earley                | Irlanda                      | 1h 26' 45"                   |
| 45                           | Sean Yates                   | Regne Unit                   | 1h 27' 04"                   |
| 46                           | Atle Kvålsvoll               | Noruega                      | 1h 27' 08"                   |
| 47                           | Yvon Madiot                  | França                       | 1h 27' 30"                   |
| 48                           | Javier Murguialday           | Espanya                      | 1h 27' 37"                   |
| 49                           | Samuel Cabrera               | Colòmbia                     | 1h 27' 57"                   |
| 50                           | Peter Stevenhaagen           | Països Baixos                | 1h 28' 18"                   |
| 51                           | Patrick Robeet               | Bèlgica                      | 1h 28' 47"                   |
| 52                           | Dominique Garde              | França                       | 1h 28' 53"                   |
| 53                           | John Carlsen                 | Dinamarca                    | 1h 30' 05"                   |
| 54                           | Gilles Sanders               | França                       | 1h 31' 31"                   |
| 55                           | Guy Nulens                   | Bèlgica                      | 1h 33' 29"                   |
| 56                           | Javier Lukin                 | Espanya                      | 1h 33' 53"                   |
| 57                           | Franck Pineau                | França                       | 1h 33' 59"                   |
| 58                           | Ronan Pensec                 | França                       | 1h 35' 02"                   |
| 59                           | Philippe Louviot             | França                       | 1h 36' 19"                   |
| 60                           | Gerhard Zadrobilek           | Àustria                      | 1h 37' 24"                   |
| 61                           | Marc Sergeant                | Bèlgica                      | 1h 38' 41"                   |
| 62                           | Julián Gorospe               | Espanya                      | 1h 39' 31"                   |
| 63                           | Ludo Peeters                 | Bèlgica                      | 1h 39' 58"                   |
| 64                           | Christophe Lavainne          | França                       | 1h 40' 15"                   |
| 65                           | Vincent Lavenu               | França                       | 1h 41' 46"                   |
| 66                           | Dirk de Wolf                 | Bèlgica                      | 1h 41' 50"                   |
| 67                           | Jean-Claude Colotti          | França                       | 1h 42' 28"                   |
| 68                           | Jean-Claude Leclercq         | França                       | 1h 43' 26"                   |
| 69                           | Michaël Wilson               | Austràlia                    | 1h 44' 05"                   |
| 70                           | Michel Vermote               | Bèlgica                      | 1h 46' 05"                   |
| 71                           | Pascal Poisson               | França                       | 1h 47' 52"                   |
| 72                           | Thierry Marie                | França                       | 1h 48' 22"                   |
| 73                           | Ron Kiefel                   | Estats Units                 | 1h 48' 38"                   |
| 74                           | Jure Pavlic                  | RF Iugoslàvia                | 1h 49' 08"                   |
| 75                           | Robert Forest                | França                       | 1h 49' 39"                   |
| 76                           | Julio César Cadena           | Colòmbia                     | 1h 49' 57"                   |
| 77                           | Jean-Philippe van den Brande | Bèlgica                      | 1h 50' 24"                   |
| 78                           | Jokin Mújika                 | Espanya                      | 1h 50' 56"                   |
| 79                           | Christian Chaubet            | França                       | 1h 52' 18"                   |
| 80                           | Alfred Achermann             | Suïssa                       | 1h 53' 02"                   |
| 81                           | Claudio Chiappucci           | Itàlia                       | 1h 53' 04"                   |
| 82                           | Bernard Richard              | França                       | 1h 53' 14"                   |
| 83                           | Stephen Hodge                | Austràlia                    | 1h 53' 35"                   |
| 84                           | Acacio da Silva              | Portugal                     | 1h 54' 16"                   |
| 85                           | Per Pedersen                 | Dinamarca                    | 1h 54' 42"                   |
| 86                           | Jeff Pierce                  | Estats Units                 | 1h 54' 58"                   |
| 87                           | Marc van Orsouw              | Països Baixos                | 1h 55' 48"                   |
| 88                           | Jesper Worre                 | Dinamarca                    | 1h 57' 23"                   |
| 89                           | François Lemarchand          | França                       | 1h 58' 50"                   |
| 90                           | Philippe Leleu               | França                       | 2h 00' 46"                   |
| 91                           | René Martens                 | Bèlgica                      | 2h 01' 20"                   |
| 92                           | Melcior Mauri                | Espanya                      | 2h 01' 22"                   |
| 93                           | Philippe Casado              | França                       | 2h 01' 43"                   |
| 94                           | Camillo Passera              | Itàlia                       | 2h 03' 10"                   |
| 95                           | Bjarne Riis                  | Dinamarca                    | 2h 03' 37"                   |
| 96                           | Andreas Kappes               | RFA                          | 2h 03' 56"                   |
| 97                           | Vincent Barteau              | França                       | 2h 07' 18"                   |
| 98                           | Rik van Slycke               | Bèlgica                      | 2h 07' 29"                   |
| 99                           | Patrick Tolhoek              | Països Baixos                | 2h 08' 06"                   |
| 100                          | Thomas Wegmuller             | Suïssa                       | 2h 09' 58"                   |
| 101                          | Etienne de Wilde             | Bèlgica                      | 2h 10' 29"                   |
| 102                          | Giancarlo Perini             | Itàlia                       | 2h 12' 09"                   |
| 103                          | Frans Maassen                | Països Baixos                | 2h 12' 27"                   |
| 104                          | Henri Manders                | Països Baixos                | 2h 13' 35"                   |
| 105                          | Wilfried Peeters             | Bèlgica                      | 2h 13' 38"                   |
| 106                          | Johan Museeuw                | Bèlgica                      | 2h 13' 51"                   |
| 107                          | Gerrit Solleveld             | Països Baixos                | 2h 16' 56"                   |
| 108                          | Michel Dernies               | Bèlgica                      | 2h 17' 36"                   |
| 109                          | Brian Holm Sørensen          | Dinamarca                    | 2h 18' 57"                   |
| 110                          | Edwig van Hooydonck          | Bèlgica                      | 2h 19' 05"                   |
| 111                          | Francisco José Antequera     | Espanya                      | 2h 20' 29"                   |
| 112                          | Jan Goessens                 | Bèlgica                      | 2h 22' 42"                   |
| 113                          | Hendrik de Vos               | Països Baixos                | 2h 22' 48"                   |
| 114                          | Twan Poels                   | Països Baixos                | 2h 23' 45"                   |
| 115                          | Mauro Gianetti               | Suïssa                       | 2h 24' 56"                   |
| 116                          | Roland Leclerc               | França                       | 2h 25' 15"                   |
| 117                          | Erich Maechler               | Suïssa                       | 2h 26' 57"                   |
| 118                          | Christian Jourdan            | França                       | 2h 27' 15"                   |
| 119                          | Henk Lubberding              | Països Baixos                | 2h 27' 27"                   |
| 120                          | Jan Siemons                  | Països Baixos                | 2h 28' 00"                   |
| 121                          | Jelle Nijdam                 | Països Baixos                | 2h 28' 29"                   |
| 122                          | Valerio Tebaldi              | Itàlia                       | 2h 31' 09"                   |
| 123                          | Johan Lammerts               | Països Baixos                | 2h 31' 13"                   |
| 124                          | Teun van Vliet               | Països Baixos                | 2h 31' 22"                   |
| 125                          | Theo de Rooy                 | Països Baixos                | 2h 32' 32"                   |
| 126                          | Ennio Vanotti                | Itàlia                       | 2h 33' 17"                   |
| 127                          | Giovanni Fidanza             | Itàlia                       | 2h 33' 37"                   |
| 128                          | Joel Pelier                  | França                       | 2h 33' 48"                   |
| 129                          | Jaak Hanegraaf               | Països Baixos                | 2h 34' 43"                   |
| 130                          | Johannes Draaijer            | Països Baixos                | 2h 35' 02"                   |
| 131                          | Juan Carlos Jusdado          | Espanya                      | 2h 35' 49"                   |
| 132                          | Eddy Schurer                 | Països Baixos                | 2h 36' 30"                   |
| 133                          | Jean-Marie Wampers           | Bèlgica                      | 2h 38' 59"                   |
| 134                          | Walter Magnago               | Itàlia                       | 2h 40' 16"                   |
| 135                          | René Beuker                  | Països Baixos                | 2h 40' 49"                   |
| 136                          | Gert Jakobs                  | Països Baixos                | 2h 54' 16"                   |
| 137                          | Carlo Bomans                 | Bèlgica                      | 3h 01' 01"                   |
| 138                          | Mathieu Hermans              | Països Baixos                | 3h 04' 01"                   |

### Gran Premi de la Muntanya
| 1r | Gert-Jan Theunisse | 441 pts |
| 2n | Pedro Delgado      | 331 pts |
| 3r | Steven Rooks       | 257 pts |

### Classificació de la Regularitat
| 1r | Sean Kelly       | 277 pts |
| 2n | Etienne de Wilde | 194 pts |
| 3r | Steven Rooks     | 163 pts |

### Classificació dels joves
| 1. | Fabrice Philipot | 88h 23'18" |
| 2. | William Palacio  | + 59"      |
| 3. | Gérard Rué       | + 18' 50"  |

### Classificació per equips
| 1r | PDM              |
| 2n | Reynolds-Banesto |
| 3r | Z-Peugeot        |

## Etapes
| Etapa | Data         | Recorregut                        | km         | Guanyador etapa    | Líder           |
| Pr.   | 1 de juliol  | Luxemburg                         | 7,8 (CRI)  | Erik Breukink      | Erik Breukink   |
| 1ª    | 2 de juliol  | Luxemburg                         | 135,5      | Acacio da Silva    | Acacio da Silva |
| 2ª    | 3 de juliol  | Luxemburg                         | 46 (CRE)   | Super U            | Acacio da Silva |
| 3ª    | 4 de juliol  | Luxemburg-Spa Francorchamps       | 241        | Raúl Alcalá        | Acacio da Silva |
| 4ª    | 5 de juliol  | Lieja-Wasquehal                   | 255        | Jelle Nijdam       | Acacio da Silva |
| 5ª    | 6 de juliol  | Dinard-Rennes                     | 73 (CRI)   | Greg LeMond        | Greg LeMond     |
| 6ª    | 7 de juliol  | Rennes-Futuroscope                | 259        | Joël Pelier        | Greg LeMond     |
| 7ª    | 8 de juliol  | Poitiers-Bordeus                  | 258,5      | Étienne de Wilde   | Greg LeMond     |
| 8ª    | 9 de juliol  | La Bastida d'Armanhac-Pau         | 157        | Martin Earley      | Greg LeMond     |
| 9ª    | 10 de juliol | Pau-Cauterets                     | 147        | Miguel Induráin    | Greg LeMond     |
| 10ª   | 11 de juliol | Cauterets-Superbagnères           | 136        | Robert Millar      | Laurent Fignon  |
| 11ª   | 12 de juliol | Luchon-Blagnac                    | 158,5      | Mathieu Hermans    | Laurent Fignon  |
| 12ª   | 13 de juliol | Tolosa-Montpeller                 | 242        | Valerio Tebaldi    | Laurent Fignon  |
| 13ª   | 14 de juliol | Montpeller-Marsella               | 179        | Vincent Barteau    | Laurent Fignon  |
| 14ª   | 15 de juliol | Marsella-Gap                      | 240        | Jelle Nijdam       | Laurent Fignon  |
| 15ª   | 16 de juliol | Gap-Orcières-Merlette             | 39 (CRI)   | Steven Rooks       | Greg LeMond     |
| 16ª   | 18 de juliol | Gap-Briançon                      | 175        | Pascal Richard     | Greg LeMond     |
| 17ª   | 19 de juliol | Briançon-Aup d'Uès                | 165        | Gert-Jan Theunisse | Laurent Fignon  |
| 18ª   | 20 de juliol | Le Bourg d'Oisans-Villard de Lans | 91,5       | Laurent Fignon     | Laurent Fignon  |
| 19ª   | 21 de juliol | Villard de Lans-Aix les Bains     | 125        | Greg LeMond        | Laurent Fignon  |
| 20ª   | 22 de juliol | Aix-les-Bains-L'Isle-d'Abeau      | 130        | Giovanni Fidanza   | Laurent Fignon  |
| 21ª   | 23 de juliol | Versalles-París                   | 24,5 (CRI) | Greg LeMond        | Greg LeMond     |

## Equips participants
| Equip              | Cap de files      |
| Reynolds-Banesto   | Pedro Delgado     |
| PDM                | Steven Rooks      |
| Kelme              | Fabio Parra       |
| Helvetia-La Suisse | Steve Bauer       |
| Super U-Raleigh    | Laurent Fignon    |
| Café de Colombia   | Luis Herrera      |
| Z-Peugeot          | Eric Boyer        |
| BH                 | Álvaro Pino       |
| Panasonic-Isostar  | Erik Breukink     |
| Hitachi-VTM        | Claude Criquelion |
| 7 Eleven           | Andrew Hampsten   |

| Equip             | Cap de files      |
| Paternina         | Marino Lejarreta  |
| Carrera Jeans     | Urs Zimmermann    |
| RMO-Mavic-Liberia | Charly Mottet     |
| ADR-Agrigel       | Greg LeMond       |
| Fagor             | Stephen Roche     |
| Histor Sigma-Fina | Luc Roosen        |
| Chateau d'Ax      | Gianni Bugno      |
| Toshiba           | Laurent Bezault   |
| Domex-Weinmann    | Adri van der Poel |
| Superconfex-Yoko  | Rolf Golz         |
| TVM               | Phil Anderson     |